# Agrostis surculifera
Agrostis surculifera é uma espécie de gramínea do gênero Agrostis, pertencente à família Poaceae.